# ارزیابی عملکرد

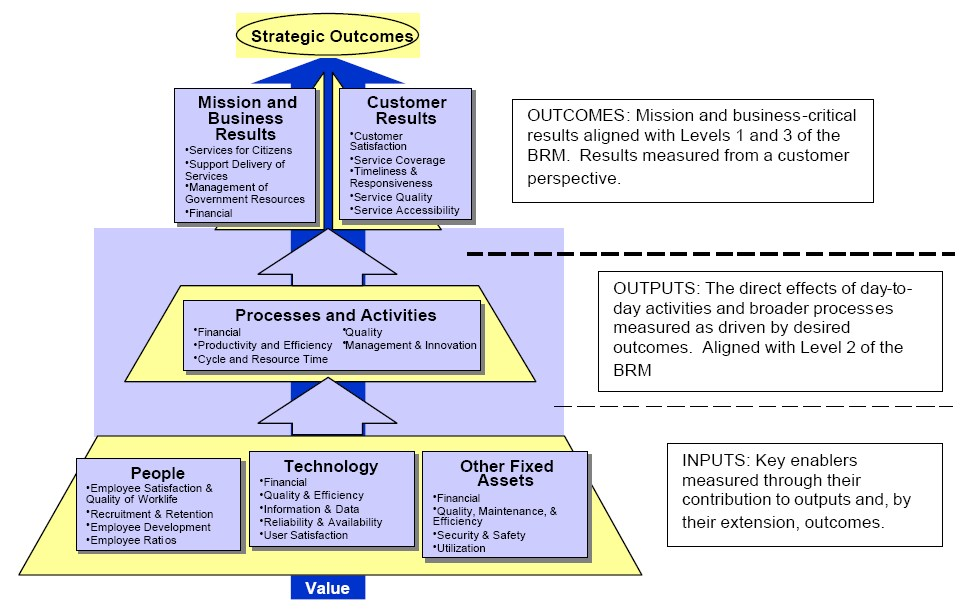
ارزیابی عملکرد

ارزیابی عملکرد (به انگلیسی: Performance measurement) اندازه‌گیری عملکرد فرایندی است که هدف آن تعیین میزان شایستگی کارکنان از جنبه انجام وظایف و قبول مسئولیت‌ها در سازمان، انجام می‌شود. در این فرایند مدیران ارشد یک سازمان، شرکت، مؤسسه یا نهاد، رفتار کارکنان زیرمجموعه خود را مورد بررسی و مشاهده قرار می‌دهند، تا بتوانند بازخوردهای لازم را دربارهٔ نقاط قوت و ضعف رفتار کارکنان، به آنها ارائه نمایند. به بیانی ساده ارزیابی عملکرد به سنجش نسبی عملکرد انسانی در رابطه با نحوه انجام کار مشخص در یک دوره زمانی معین، در مقایسه با استاندارد انجام کار اطلاق می‌گردد. این ارزیابی با هدف تعیین استعداد و ظرفیت‌های بالقوه فرد، به منظور برنامه‌ریزی در جهت به فعلیت درآوردن آنها مورد استفاده قرار می‌گیرد.
مدیریت عملکرد (انگلیسی: Performance management)
مدیریت عملکرد فرآیندی استراتژیک و یکپارچه که در جهت بهبود مستمر عملکرد و توسعه توانایی‌های کارکنان و ایجاد فضای کار تیمی و دسته جمعی که در نهایت موجب تعالی سازمان می‌گردد.
ارزیابی عملکرد بخشی از مدیریت عملکرد می‌باشد.

## انواع روش‌های ارزیابی عملکرد
خود ارزیابی
در این روش، کارکنان ابتدا خودشان بر اساس فهرستی از معیارهای از پیش تعیین‌شده به عملکرد خود امتیاز می‌دهند. این روش به تنهایی دقت بالایی ندارد و نمی‌تواند منعکس‌‎کننده عملکرد واقعی کارکنان باشد، زیرا ممکن است برخی از آنها عملکرد خود را بیشتر یا کمتر از آنچه هست ارزیابی کنند.
چک لیست رفتاری
در این روش، کارفرما از یک چک لیست استفاده می‌کند که شامل یک سری از صفات رفتاری همراه با گزینه‌های بله یا خیر است. این صفات، ویژگی‌هایی هستند که از کارکنان انتظار می‌رود.
بازخورد ۳۶۰ درجه
این روش ارزیابی عملکرد نه تنها از بازخورد مستقیم مدیران و کارکنان استفاده می‌کند، بلکه نظرات دیگر اعضای تیم، همکاران، سایر مدیران و افرادی که با فرد ارزیابی‌شونده کار می‌کنند را نیز شامل می‌شود.
مقیاس رتبه بندی
ارزیابی عملکرد با استفاده از درجه‌بندی، یکی از رایج‌ترین روش‌های ارزیابی عملکرد است که در آن، کارفرمایان مجموعه‌ای از معیارها را تعیین می‌کنند و بر اساس آن عملکرد کارکنان خود را مورد قضاوت قرار داده و ارزیابی می‌کنند. این معیارها می‌تواند شامل رفتارها، خصوصیات اخلاقی و کارهای انجام شده توسط کارکنان باشد.
مدیریت بر اساس اهداف
این نوع ارزیابی عملکرد، روش جدیدتری است که در آن کارکنان و مدیران با یکدیگر توافق می‌کنند تا به مجموعه‌ای از اهداف مشخص و قابل دستیابی در یک دوره زمانی معین برسند. سپس در پایان دوره مقرر، میزان دستیابی کارکنان به اهداف و نحوه عملکرد آنها سنجیده می‌شود و اهداف جدید نیز در همین زمان تعیین می‌گردد. 